# أورلاندو لايتفوت
أورلاندو لايتفوت (بالإنجليزية: Orlando Lightfoot)‏ مواليد 4 ديسمبر 1974 في تشاتانوغا، هو لاعب كرة سلة أمريكي سابق. بدأ مسيرته الاحترافية في سنة 1994. حمل الرقم 14. يبلغ طوله 6 قدم 7 بوصة (2.0 م). اعتزل اللعب في 2007.

## المسيرة الاحترافية
لعب مع نادي أوليمبيا لكرة السلة في سنة 1994، ثم لعب مع لو مان سارت باسكت في الدوري الفرنسي في موسم 1994–1995، ثم لعب مع فريق جنيف في موسم 1995–1996، ثم لعب مع فيرسوكس في موسم 1997–1998، ثم لعب مع براونشفايغ من سنة 1999 إلى 2001، ثم لعب مع تي بي بي ترير في الدوري الألماني في موسم 2001–2002.